# The Moon and Sixpence

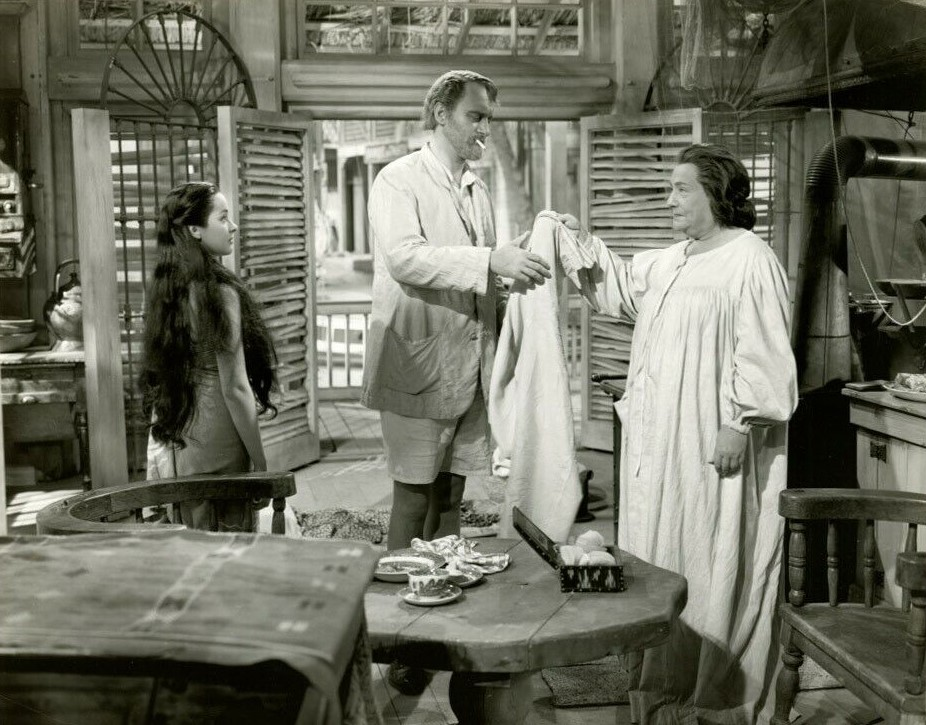
Elena Verdugo, George Sanders et Florence Bates (de g. à d.)

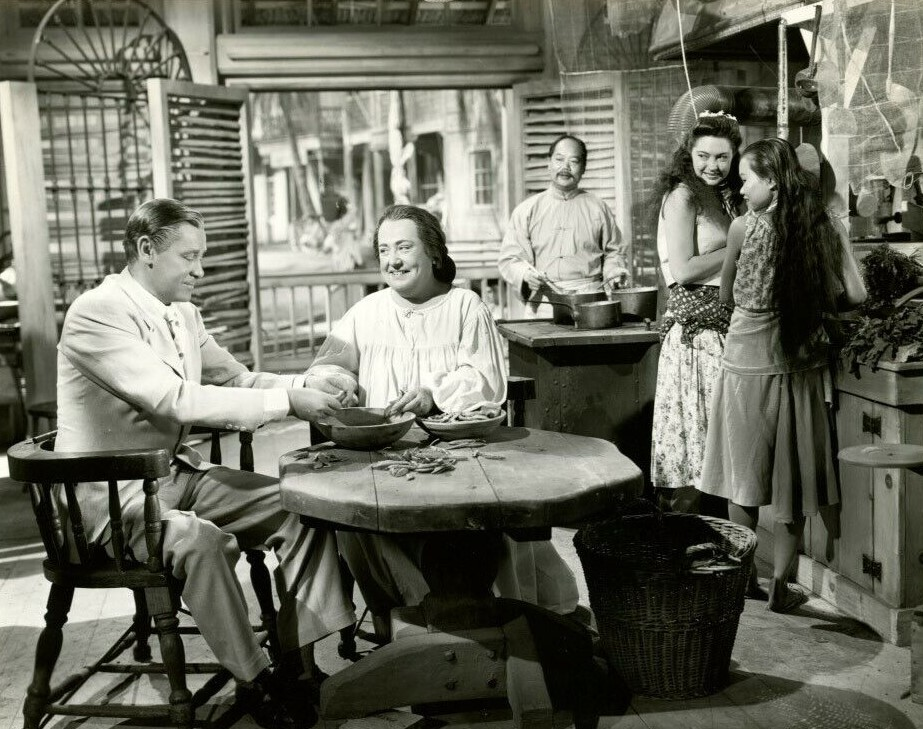
Herbert Marshall, Florence Bates, Willie Fung, Elena Verdugo et inconnue (de g. à d.)

Ne pas confondre avec son remake, The Moon and Sixpence (téléfilm) (1959).
Pour plus de détails, voir Fiche technique et Distribution.
The Moon and Sixpence est un film américain réalisé par Albert Lewin, sorti en 1942.

## Synopsis
Londres, vers la fin du XIXe siècle. Un chroniqueur mondain, Geoffrey Wolfe, fait la connaissance de Charles Strickland et de sa femme Amy. Quelque temps après, Madame Strickland informe Wolfe que son mari l'a quittée, elle et leurs enfants, pour aller vivre à Paris avec, croit-elle, une autre femme, et lui demande d'aller le retrouver pour le convaincre de revenir. Il s'avère alors qu'en réalité, Strickland a décidé d'abandonner sa vie monotone d'agent de change pour se consacrer à la peinture, sa passion allant de pair avec une vie de bohème qui le mènera jusqu'à Tahiti.

## Fiche technique
- Titre : The Moon and Sixpence
- Scénario : Albert Lewin, d'après le roman L'Envoûté de William Somerset Maugham
- Photographie : John F. Seitz
- Musique : Dimitri Tiomkin
- Directeur artisque : F. Paul Sylos
- Costumes : Albert Deano
- Montage (supervisé par George Hively) : Richard L. Van Enger
- Producteur : David L. Loew, pour la Compagnie indépendante de David L. Loew et Albert Lewin
- Producteur associé : Stanley Kramer
- Société de distribution : United Artists
- Format : Noir et blanc (+ une séquence, ainsi que le générique de fin, en couleurs - Technicolor)
- Genre : Drame
- Durée : 85 minutes
- Date de sortie : 
  - États-Unis : 27 octobre 1942

## Distribution
- George Sanders : Charles Strickland
- Herbert Marshall : Geoffrey Wolfe
- Doris Dudley : Blanche Stroeve
- Steve Geray : Dirk Stroeve
- Eric Blore : capitaine Nichols
- Albert Bassermann : docteur Coutras
- Florence Bates : Tiara Johnson
- Elena Verdugo : Ata

Acteurs non crédités
- Willie Fung : Le cuisinier chinois de Tiara
- Robert Greig : Maitland
- Kenneth Hunter : colonel Fred MacAndrew
- Molly Lamont : Amy Strickland
- Mike Mazurki : Tough Bill
- Irene Tedrow : Mme MacAndrew
- Heather Thatcher : Rose Waterford

## Commentaires
- Albert Lewin s'inspire librement de la vie de Paul Gauguin, Strickland étant manifestement un peintre de génie, mais en même temps un homme méprisable par sa manière de traiter son entourage[1].

## Note et référence
1. ↑  Télé 7 jours, du 18 au 24 avril 1987, p. 68« Drame. Un très beau film, moitié fiction, moitié réalité puisqu'il s'inspire de la vie de Gauguin. »